# العلاقات الإسواتينية المارشالية
العلاقات الإسواتينية المارشالية هي العلاقات الثنائية التي تجمع بين إسواتيني وجزر مارشال.

## مقارنة بين البلدين
هذه مقارنة عامة ومرجعية للدولتين:
| وجه المقارنة                                              | إسواتيني                                   | جزر مارشال                     |
| --------------------------------------------------------- | ------------------------------------------ | ------------------------------ |
| المساحة (كم2)                                             | 17.36 ألف                                  | 181                            |
| عدد السكان (نسمة)                                         | 1.37 مليون                                 | 53.13 ألف                      |
| الكثافة السكانية (ن./كم²)                                 | 78.92                                      | 29.35 ألف                      |
| العاصمة                                                   | لوبامبا، مبابان                            | ماجورو                         |
| اللغة الرسمية                                             | لغة إنجليزية، لغة سوازي                    | لغة إنجليزية، اللغة المارشالية |
| العملة                                                    | ليلانغيني سوازيلندي                        | دولار أمريكي                   |
| الناتج المحلي الإجمالي (بليون دولار)                      | 4.41 مليار                                 | 199.40 مليون                   |
| الناتج المحلي الإجمالي (تعادل القوة الشرائية) بليون دولار | 11.13 مليار                                | 207.25 مليون                   |
| الناتج المحلي الإجمالي الاسمي للفرد دولار أمريكي          | 3.20 ألف                                   | 3.38 ألف                       |
| الناتج المحلي الإجمالي للفرد دولار أمريكي                 | 8.29 ألف                                   | 3.80 ألف                       |
| مؤشر التنمية البشرية                                      | 0.531                                      |                                |
| رمز المكالمات الدولي                                      | +268                                       | +692                           |
| رمز الإنترنت                                              | .sz                                        | .mh                            |
| المنطقة الزمنية                                           | التوقيت القياسي لجنوب أفريقيا، ت ع م+02:00 | ت ع م+12:00                    |

## منظمات دولية مشتركة
يشترك البلدان في عضوية مجموعة من المنظمات الدولية، منها:
| علم المنظمة | اسم المنظمة                                 | تاريخ انضمام إسواتيني | تاريخ انضمام جزر مارشال |
| ----------- | ------------------------------------------- | --------------------- | ----------------------- |
|             | البنك الدولي للإنشاء والتعمير               | 22 سبتمبر 1969        | 21 مايو 1992            |
|             | يونسكو                                      | 25 يناير 1978         | 30 يونيو 1995           |
|             | الاتحاد الدولي للاتصالات                    | 11 نوفمبر 1970        | 22 فبراير 1996          |
|             | مؤسسة التمويل الدولية                       | 22 سبتمبر 1969        | 23 سبتمبر 1992          |
|             | منظمة الشرطة الجنائية الدولية               | ?                     | ?                       |
|             | مؤسسة التنمية الدولية                       | 22 سبتمبر 1969        | 19 يناير 1993           |
|             | الأمم المتحدة                               | 24 سبتمبر 1968        | 17 سبتمبر 1991          |
|             | مجموعة دول أفريقيا والكاريبي والمحيط الهادئ | ?                     | ?                       |
|             | منظمة حظر الأسلحة الكيميائية                | ?                     | ?                       |